# 圣罗莎-达塞拉
圣罗莎-达塞拉是巴西米纳斯吉拉斯州的一个市镇。总面积296.342平方公里，总人口3261人，人口密度11人/平方公里。